# Denham (Western Australia)
Denham (636 Einwohner) ist die einzige Ortschaft und Verwaltungssitz der Gemeinde Shire of Shark Bay in Westaustralien. Der Ort an der Westküste der Péron-Halbinsel an der Grenze zum François-Péron-Nationalpark ist der westlichste Australiens. Für Touristen ist Denham ein beliebter Ausgangspunkt zu den organisierten Delfin-Fütterungen von Monkey Mia im ca. 25 km entfernten Resort an der Ostküste.

## Geschichte

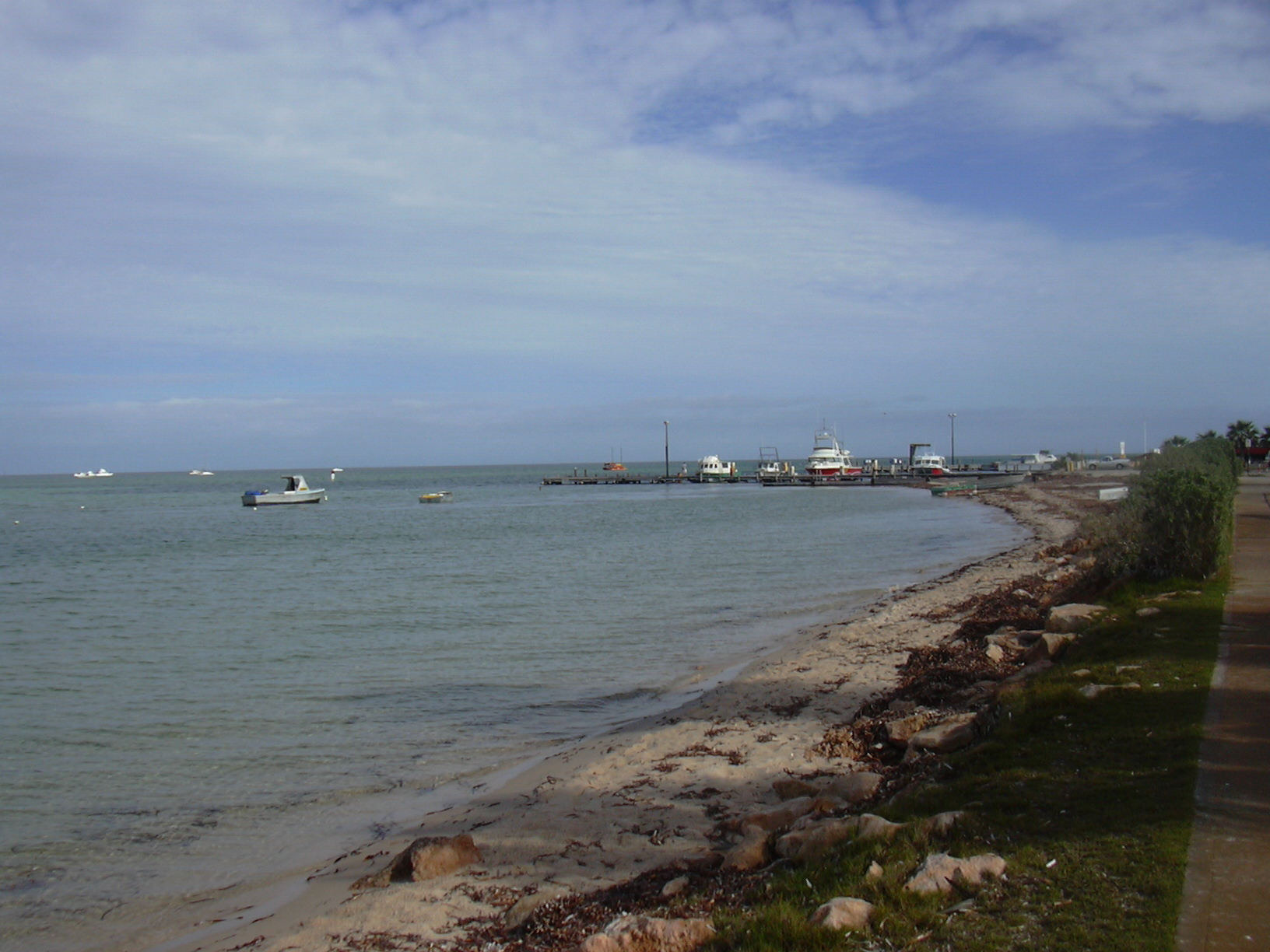
Hafen von Denham

Denhams Geschichte begann Mitte des 19. Jahrhunderts als Perlenfischerdorf namens Freshwater Camp.
Leutnant Benjamin Francis Helpman vom Swan River hatte 1854 erstmals Perlen der Auster Pinctada radiata in den Gewässern der Shark Bay entdeckt. Er beanspruchte eine alleinige Nutzungskonzession, die jedoch in der Praxis nicht durchsetzbar war; Fischer aus ganz Australien und Asien wurden angelockt, die ihr Glück in diesem Metier versuchen wollten.
Die Austernschalen wurden am Strand in Bottichen geschichtet und getrocknet, bis die Schalen aufbrachen und die Perlen herausfielen. Zeitgenössische Berichte erwähnen einen unerträglichen Gestank.
Nach einem halben Jahrhundert waren die Sandbänke ausgebeutet. Im Mai 1898 wurde die Siedlung durch die Regierung von Western Australia offiziell als Gemeinde registriert und zu Ehren von Kapitän Henry Mangles Denham benannt, der 1858 hier vorbeigekommen und über die expandierende Perlenfischersiedlung berichtet hatte.
Der Fischfang verlagerte sich im 20. Jahrhundert auf nicht perlbildende Muscheln, Krebse und Schalentiere.
Der heute als Wirtschaftsgrundlage dominierende Tourismus in Denham entwickelte sich in der zweiten Hälfte des 20. Jahrhunderts im Zuge des Ausbaus von Monkey Mia als Resort für organisierte Delfin-Fütterungen. Diese Attraktion findet mehrmals täglich ca. 25 km nordöstlich von Denham statt.

## Infrastruktur
|                       | Jan  | Feb  | Mär  | Apr  | Mai  | Jun  | Jul  | Aug  | Sep  | Okt  | Nov  | Dez  |   |       |
| Mittl. Tagesmax. (°C) | 30,4 | 31,8 | 30,8 | 28,5 | 25,8 | 22,8 | 21,7 | 22,3 | 23,6 | 25,2 | 27,4 | 28,8 | ⌀ | 26,6  |
| Mittl. Tagesmin. (°C) | 21,5 | 22,5 | 21,7 | 19,4 | 16,5 | 13,6 | 12,3 | 12,8 | 14,5 | 16,0 | 18,2 | 20,1 | ⌀ | 17,4  |
|                       |      |      |      |      |      |      |      |      |      |      |      |      |   |       |
| Niederschlag (mm)     | 2,9  | 11,4 | 14,6 | 16,3 | 34,7 | 41,5 | 34,4 | 21,1 | 8,2  | 5,4  | 3,5  | 1,4  | Σ | 195,4 |
|                       |      |      |      |      |      |      |      |      |      |      |      |      |   |       |
| Regentage (d)         | 0,5  | 1,3  | 1,6  | 2,6  | 4,9  | 6,2  | 6,6  | 5,4  | 3,1  | 1,7  | 0,9  | 0,4  | Σ | 35,2  |

| 21,5 |

| 22,5 |

| 21,7 |

| 19,4 |

| 16,5 |

| 13,6 |

| 12,3 |

| 12,8 |

| 14,5 |

| 16,0 |

| 18,2 |

| 20,1 |

| 21,5 |

| 22,5 |

| 21,7 |

| 19,4 |

| 16,5 |

| 13,6 |

| 12,3 |

| 12,8 |

| 14,5 |

| 16,0 |

| 18,2 |

| 20,1 |

In Denham endet die über 100 Kilometer lange einzige Verbindungsstraße vom Festland quer durch die Péron-Halbinsel. Auch Monkey Mia ist durch eine asphaltierte Straße am Rande des Nationalparks angebunden; seine Sandpisten sind hingegen nur für Fahrzeuge mit Allrad-Antrieb befahrbar.
Administrative Einrichtungen, touristische Informationszentren, Geschäfte, Cafés und Restaurants, Unterkünfte, Freizeit- und Sportclubs konzentrieren sich entlang der Hafenmeile. Die Wohngebiete liegen auf einer Fläche von ca. vier Quadratkilometer verteilt auf den landeinwärts gelegenen Straßenzügen.
Außerhalb des Ortsgebiets gibt es einen kleinen Flugplatz für Rundflüge über die Shark Bay.
Es gibt Sportanlagen für Bowling, Tennis, Inline-Skaten und einen Golfplatz.

## Gebäude aus Muschelblöcken und Straßen aus Perlausterschalen

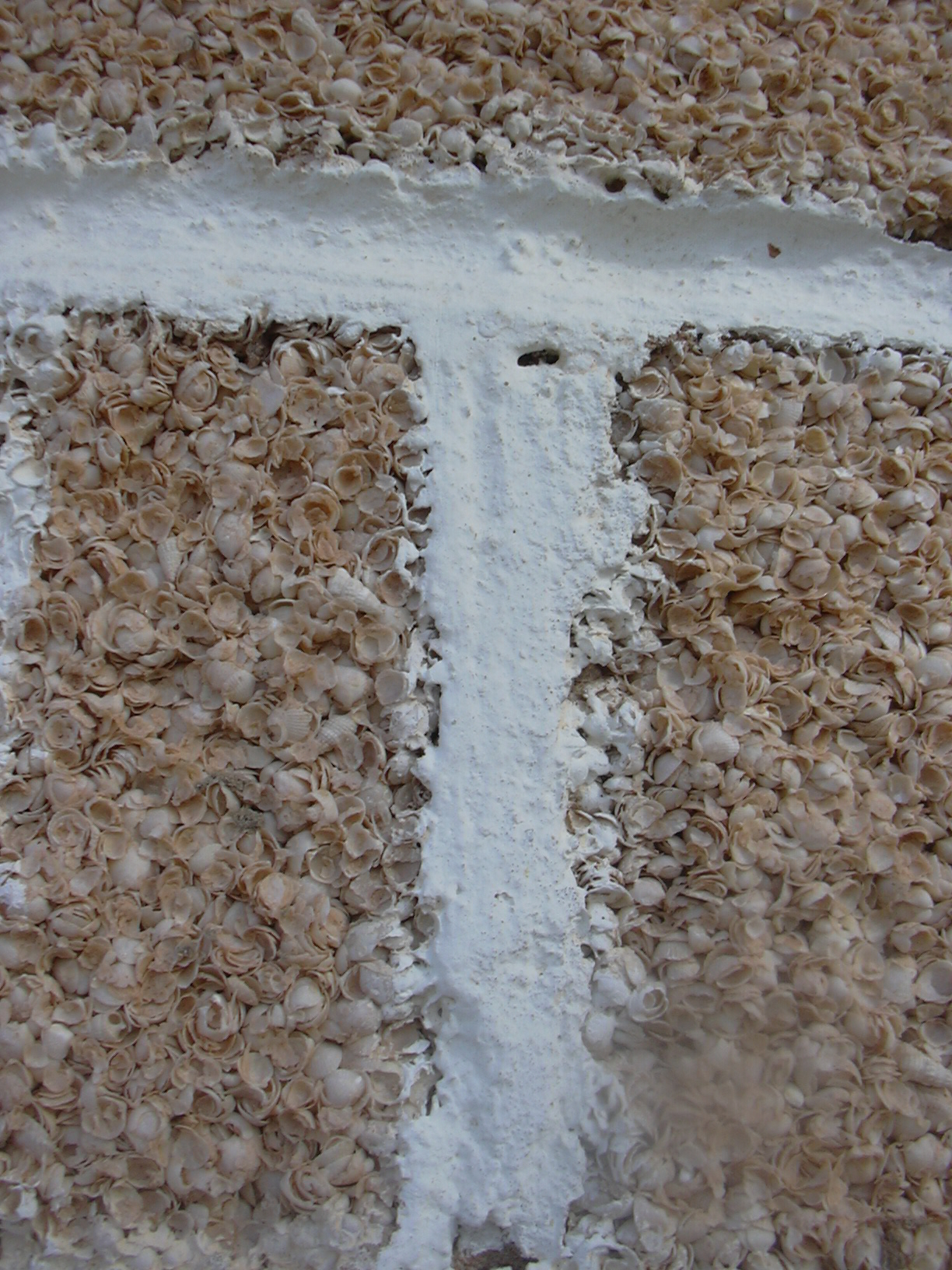
Das Muschel-Gestein (Coquina) als Baumaterial

Bis Mitte des 20. Jahrhunderts wurden zahlreiche Gebäude in Denham aus biogenem Sedimentgestein zementierter Herzmuscheln der Art Fragum erugatum (Coquina) errichtet, das auf mehr als 100 km Küstenlänge zwischen dem Shell Beach und dem Hamelin Pool Marine Nature Reserve vorkommt.
Fast alle diese Gebäude sind aus dem Ortsbild des 21. Jahrhunderts verschwunden, mit Ausnahme der St. Andrew Church von 1954 und einem Fischspezialitäten-Restaurant.
Der Abbau des Muschel-Gesteins ist nach Einrichtung des Schutzgebiets 1990 verboten.
Früher waren einige Straßen mit Perlauster-Schalen gepflastert. In den 1960er Jahren wurde der Belag mit regulärem Asphalt zugedeckt. Der Verlust dieses einstigen Charakteristikums wird in heutigen Beschreibungen bedauert.

## Ziele in der Umgebung
- Little Lagoon: Kleiner Binnensee 5 km östlich von Denham mit Badestrand und Barbecue-Einrichtungen.
- Monkey Mia
- Shell Beach
- Stromatolithen im Hamelin Pool Marine Nature Reserve
- François-Péron-Nationalpark
- Dirk Hartog Island und Shark Bay Marine Park (organisierte Bootsfahrten zur Beobachtung von Dugongs, Meeresschildkröten, Walen, Rochen und Delfinen).